# Haynes (Familienname)
Haynes ist ein englischer Familienname.

## Herkunft und Bedeutung
Haynes ist ein Patronym und bedeutet Sohn des Hagano (=Hagen).

## Varianten
- Haines

## Namensträger
- Abner Haynes (1937–2024), US-amerikanischer Footballspieler
- Akeem Haynes (* 1992), kanadischer Sprinter
- Angela Haynes (* 1984), US-amerikanische Tennisspielerin
- Battison Haynes (1859–1900), britischer Organist, Pianist und Komponist
- Bertram Haynes (* 1968), Leichtathlet von St. Kitts und Nevis
- Bobby Haynes (1934/35–2018), US-amerikanischer Jazz- und R&B-Musiker
- Bruce Haynes (1942–2011), US-amerikanisch-kanadischer Oboist, Blockflötist und Musikwissenschaftler
- Charles Eaton Haynes (1784–1841), US-amerikanischer Politiker
- Colton Haynes (* 1988), US-amerikanischer Schauspieler und Model
- Cyril Haynes (1915–1996), US-amerikanischer Jazzpianist und Arrangeur
- David Haynes (* ≈1974), US-amerikanischer Funk- und Fusionmusiker
- DeAndre Haynes (* 1984), US-amerikanischer Basketballspieler
- Denys Haynes (1913–1994), britischer Klassischer Archäologe
- Desmond Haynes (* 1956), westindischer Cricketspieler
- Diana Haynes (* 1982), südafrikanische Squashspielerin
- Dionne Haynes (* 1978), Badmintonspielerin aus Barbados
- Douglas Hector Haynes (* 1936), kanadischer Maler
- Elizabeth Sterling Haynes (1897–1957), kanadische Regisseurin
- Elwood Haynes (1857–1925), US-amerikanischer Erfinder und Unternehmer
- Euphemia Haynes (1890–1980), US-amerikanische Mathematikerin und Hochschullehrerin
- Florence Haynes (Leichtathletin), britische Leichtathletin
- Florence Haynes, Geburtsname von Ai (Dichterin) (1947–2010), US-amerikanische Dichterin und Hochschullehrerin
- Graham Haynes (* 1960), US-amerikanischer Jazzmusiker
- Hamish Robert Haynes (* 1974), britischer Radrennfahrer
- Henry Williamson Haynes (1831–1912), US-amerikanischer Archäologe
- Jeffrey Haynes (* 1977), US-amerikanischer Rapper, bekannt unter dem Namen Mr. Lif
- Jim Haynes (1933–2021), US-amerikanisch-britischer Verleger und Kulturpersönlichkeit
- Jimmy Haynes (* 1972), US-amerikanischer Baseballspieler
- John Haynes (Gouverneur) (1594–1653/1654), britischer Gouverneur
- John Haynes (Verleger) (1938–2019), britischer Verleger
- John-Dylan Haynes (* 1971), deutscher Hirnforscher
- John Earl Haynes (* 1944), US-amerikanischer Historiker
- John Henry Haynes (1849–1910), amerikanischer Archäologe und Fotograf
- John M. Haynes (1932–1999), Pionier der Mediation
- Johnny Haynes (1934–2005), englischer Fußballspieler
- Justin Haynes (1972/73–2019), kanadischer Jazzmusiker
- Kristian Haynes (* 1980), schwedischer Fußballspieler
- Landon Carter Haynes (1816–1875), US-amerikanischer Politiker
- Layla Haynes (* 2005), barbadische Leichtathletin
- Leroy Haynes (Boxer) (1911–1990), US-amerikanischer Boxer
- Leroy Haynes (Schauspieler) (1914–1986), US-amerikanischer Gastronom und Schauspieler
- Linda Haynes (1947–2023), US-amerikanische Schauspielerin
- Maddie Haynes (* 1998), US-amerikanische Volleyballspielerin
- Marques Haynes (1926–2015), US-amerikanischer Basketballspieler
- Marquez Haynes (* 1986), US-amerikanisch-georgischer Basketballspieler
- Martha P. Haynes, US-amerikanische Astronomin
- Martin Alonzo Haynes (1842–1919), US-amerikanischer Politiker
- Michael Haynes (Stuntman) (* 1942), US-amerikanischer Stuntman und Schauspieler
- Michael Haynes (Basketballspieler) (* 1981), US-amerikanischer Basketballspieler
- Michael Haynes (Gehörlosensportler) (* 1992), US-amerikanischer Gehörlosensportler
- Michael James Haynes (* 1953), US-amerikanischer American-Football-Spieler, siehe Mike Haynes
- Natalie Haynes (* 1974), britische Schriftstellerin und Publizistin
- Nola Anderson Haynes (1897–1996), US-amerikanische Mathematikerin und Hochschullehrerin
- Phil Haynes (* 1961), US-amerikanischer Schlagzeuger, Komponist und Bandleader
- Rachael Haynes (* 1986), australische Cricketspielerin
- Richard Haynes (* 1983), australischer Klarinettist
- Robert Haynes (1931–1998), kanadischer Genetiker und Biophysiker
- Roy Haynes (1925–2024), US-amerikanischer Jazzmusiker
- Simon Haynes (* 1967), australischer Autor
- Stephen Haynes (* 1955), US-amerikanischer Blechbläser
- Sybille Haynes (* 1926), deutsch-britische Etruskologin
- Teon Haynes (* 2006), barbadischer Weitspringer
- Todd Haynes (* 1961), US-amerikanischer Regisseur, Drehbuchautor und Produzent
- Tommy Haynes (* 1952), US-amerikanischer Weit- und Dreispringer
- Tony Haynes (1941–2024), britischer Jazzmusiker
- Trae Bell-Haynes (* 1995), kanadischer Basketballspieler
- Trevor Haynes (* 1929), sambischer Leichtathlet
- Walter M. Haynes (1897–1967), US-amerikanischer Politiker
- Warren Haynes (* 1960), US-amerikanischer Rockmusiker
- William Haynes (Schwimmer), britischer Schwimmer
- William Haynes (Komiker) (* 1993), US-amerikanischer Komiker
- William Haynes-Smith (1839–1928), englischer Kolonialverwalter
- William E. Haynes (1829–1914), US-amerikanischer Politiker
- William J. Haynes (* 1958), US-amerikanischer Jurist im Verteidigungsministerium
- William Joseph Haynes (* 1949), US-amerikanischer Jurist und Richter
- William S. Haynes (1864–1939), US-amerikanischer Silberschmied und Flötenhersteller
- Williams Haynes (1886–1970), US-amerikanischer Journalist, Verleger und Chemiehistoriker